# Moulins-sur-Orne
Moulins-sur-Orne är en kommun i departementet Orne i regionen Normandie i nordvästra Frankrike. Kommunen ligger i kantonen Argentan-Ouest som tillhör arrondissementet Argentan. År 2022 hade Moulins-sur-Orne 309 invånare.

## Befolkningsutveckling
Antalet invånare i kommunen Moulins-sur-Orne
| Referens: INSEE |